# Xiuladora de Blasius
La xiuladora de Blasius (Pachycephala homeyeri) és un ocell de la família dels paquicefàlids (Pachycephalidae).

## Hàbitat i distribució
Habita boscos i matolls de les Filipines centrals i meridionals, a les illes de Cebu, Masbate, Negros, Panay, Sibuyan, Tablas, Ticao i l'arxipèlag de Sulu.